# زیرساخت

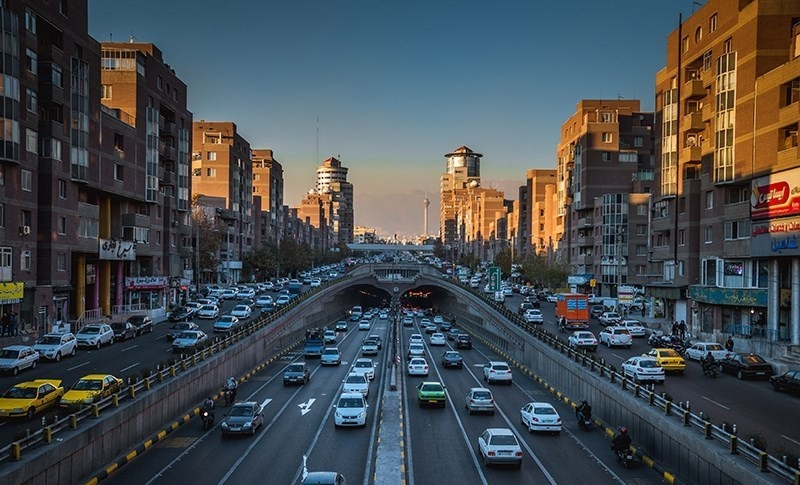
نمایی از بزرگراه نواب تهران

زیرساخت (به انگلیسی: Infrastructure) عبارت است از امکانات، سامانه‌ها و بناهایی که به یک شهر یا کشور خدمت‌رسانی می‌کنند، مانند راه‌ها، مدارس و زیرساخت‌های آموزشی. این واژه در زمینه‌های متفاوت معانی گوناگونی می‌دهد و ممکن است اشاره به زیرساخت نرم یا سخت باشد. اما واژه زیرساخت بیشتر جهت اشاره به زیرساخت شهری مانند جاده‌ها، پل‌ها، شبکه آب و فاضلاب دارد. این سازه‌های گوناگون معمولا زیرساخت عمومی نامیده می‌شوند، اگرچه ممکن است به عنوان بخش خصوصی یا تشکیلات اقتصادی دولتی گسترش یافته و اداره شوند. ممکن است در دیگر موارد کاربردی، زیرساخت جهت اشاره به فناوری اطلاعات، کانال‌های غیررسمی و رسمی ارتباطات، ابزارهای گسترش نرم‌افزاری، شبکه‌های سیاسی و اجتماعی، یا اعتقادات مشترکی که اعضای گروه‌های خاص حفظ کرده‌اند؛ به کار رود.
با این وجود به‌طور کلی می‌توان گفت که زیرساخت تشکیلات ساختاری را فراهم آورده و سامانه یا سازمان خادم را حمایت می‌کند، خواه این سامانه یک شهر، یک ملت، یا یک اجتماع باشد. زیرساخت‌های عمومی از دیرباز وجود داشته‌اند اما گسترش سریع و همه‌جانبه آن‌ها پس از جنگ‌های جهانی و مسائل مدیریتی به وجود آمده باعث شد اهمیت بیشتری پیدا کنند.

## تاریخچه

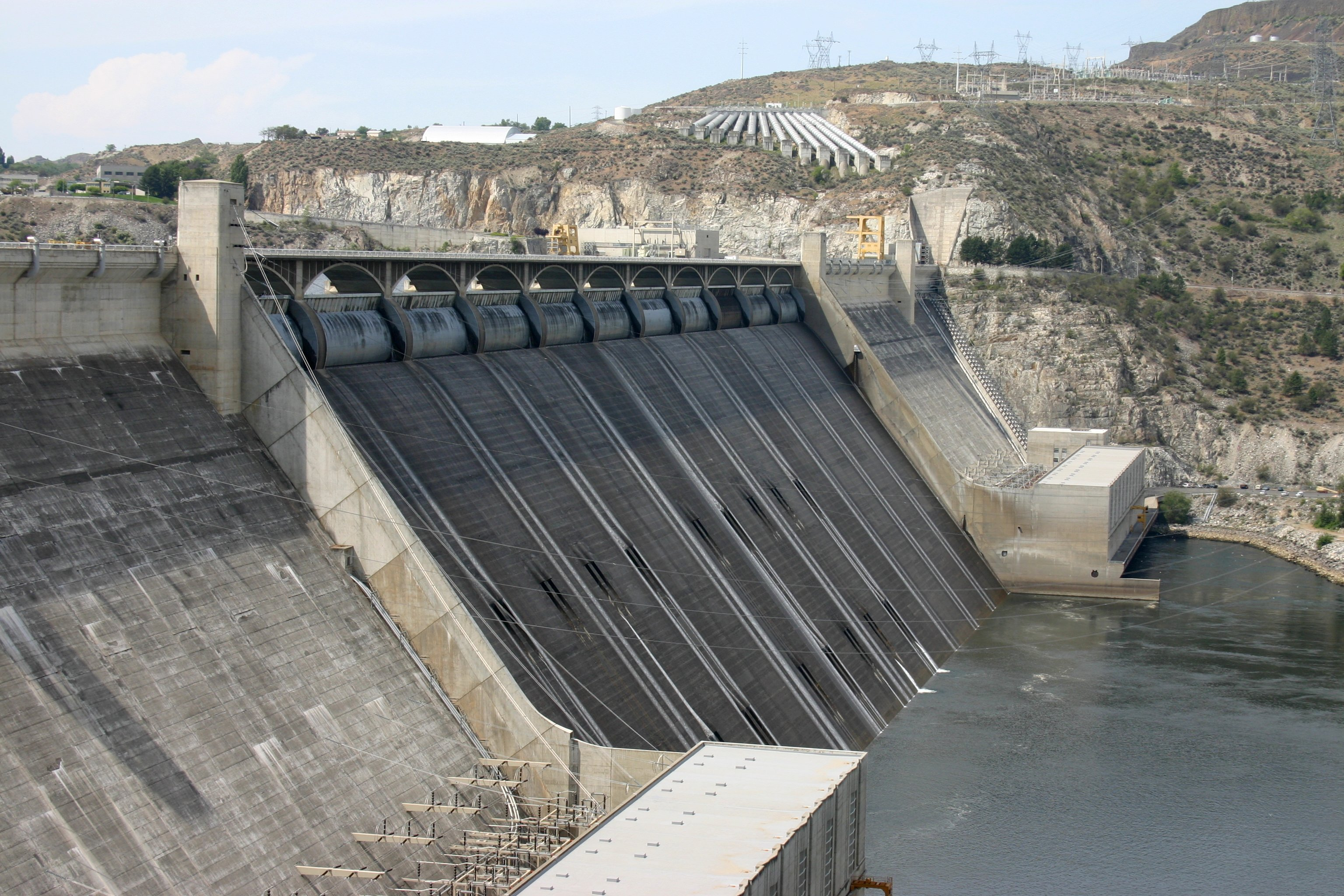
سدها از نمونه‌های مهم زیرساخت‌های عمومی هستند.

به نظر می‌رسد واژه Infrastructure در فرانسه قرن نوزدهم ریشه داشته باشد، و سراسر نیمۀ اول قرن بیستم اصولاً جهت اشاره به تأسیسات نظامی استفاده شده‌است. در سال ۱۹۸۰ در ایالات متحده واژه برتری در پی انتشار «امریکن این روئینز» (چوایت و والتر، سال ۱۹۸۱) آمد، که یک مباحثه سیاسی – عمومی از «بحران سازه» ملت‌ها را آغاز کرد، حاکی از آن بود که سرمایه‌گذاری ناکافی و تأسیسات ضعیف عملکردهای عمومی دلیل به وجود آمدن آن باشد.
این مباحثه سیاسی – عمومی به واسطه فقدان معنی دقیق برای زیرسازه مختل شد.آ.یو. اس کمیته انجمن پژوهش ملی (ان آر سی) سناتور استفورد را مشخص کرد، او کسی بود که نظراتش را پیش از ایجاد کمیته‌های فرعی منابع آبی، ترابری، و زیر ساخت، کمیته‌ای ناظر بر کارهای محیطی و عمومی، عنوان نموده بود؛ که «احتمالاً واژه زیر ساخت جهت مردم متفاوت معنائی متفاوت دربردارد.» هیئت ان آر سی سپس در پی اصلاح وضعیت به وسیله اتخاذ واژه «اعمال زیربنائی عمومی»، در اشاره به "... هردو حالت‌های ویژه کارکردی-- بزرگراه‌ها، خیابان‌ها، جاده‌ها، و پل‌ها؛ ترابری عمومی؛ فرودگاه‌ها و خطوط هوایی؛ فراورده آبی و منابع آبی؛ مدیریت فاضلاب؛ مدیریت مواد زائد|چگونگی کار بر روی مواد زائد جامد و مصرف؛ تولید جریان برق و مخابرات؛ ارتباطات؛ و مدیریت مواد زائد خطرناک (--و سامانه‌ای مختلط که این عوامل کیفیتی را شامل می‌شود، از آن استفاده نمود. تعریفی جامع از محدوده زیرساخت نه تنها این تسهیلات) عمرانی عمومی می‌باشد، بلکه روش‌های عملیاتی، مدیریت شیوه‌ها، و سیاست‌های گسترده‌ای که همراه با تقاضای اجتماعی و دنیای فیزیکی بر روی یکدیگر اثر متقابل دارند و تسهیل ترابری مردم و کالاها، تدارک آب جهت نوشیدن و دیگر استفادهای گوناگون، دفع ایمن محصولات زائد جامعه، تدارک برق هر جا که احتیاج شود، و انتقال اطلاعات درون و میان جوامع را نیز در بر می‌گیرد.
این واژه در سال‌های اخیر محبوبیت یافته‌است و با افزایش عمومیت پیشنهاد قالب داخلی قابل تشخیص در هر گونه سامانه فناوری یا سازمان‌های بازرگانی استعمال شده‌است. واژۀ «زیر ساخت بنیادین» به گونه‌ای گسترده جهت متمایز نمودن آن دسته عوامل زیرسازه پذیرفته شده‌است که، چنانچه به‌طور عمده خسارت دیده یا ویران شد، سبب شکست جدی سامانه یا سازمان وابسته شود. خسارت طوفان یا زلزله به از دست دادن منابع ترابری خاص در یک شهر (به عنوان مثال، پلهای گذری از یک رودخانه) منجر گشته، قادر بود امر تخلیه مردم در مواقع اضطراری و ارائه سرویس‌های اورژانسی را غیرممکن سازد؛ این راه‌ها را به عنوان زیرسازه‌های بنیادین می‌نامند. به همین صورت، امکان دارد یک سامانه رزرو نمودن آنلاین بلیط هواپیما را نیز به عنوان زیر ساخت بنیادین تلقی نمود. امروزه برای کنترل و اجرای پروژه‌های زیرساخت از ابزارهای نوین همچون مدل‌سازی اطلاعات ساختمان BIM استفاده می‌کنند که علاوه بر مزایایی همچون بهبود بهره‌وری و کاهش هزینه‌ها به موفقیت پروژه نیز منجر می‌شود.

## دسته‌بندی زیرساخت
تقسیم‌بندی سنتی زیرساخت به چند دسته اصلی عبارت است از:

### امکانات عمومی
امکانات عمومی به عنوان یکی از اصطلاحات کلان در زیرساخت‌ها، به مجموعه از امکانات اساسی اشاره دارد که نقش بسیار حیاتی در حیات روزمره جامعه ایفا می‌کنند. در این سیاق، این دسته از زیرساخت‌ها شامل عناصر متعددی است که به تأمین نیازهای اساسی جامعه، سلامت عمومی، و راحتی شهروندان مرتبط هستند. در زیر، به توضیح بیشتری از امکانات عمومی پرداخته می‌شود:

#### انرژی:

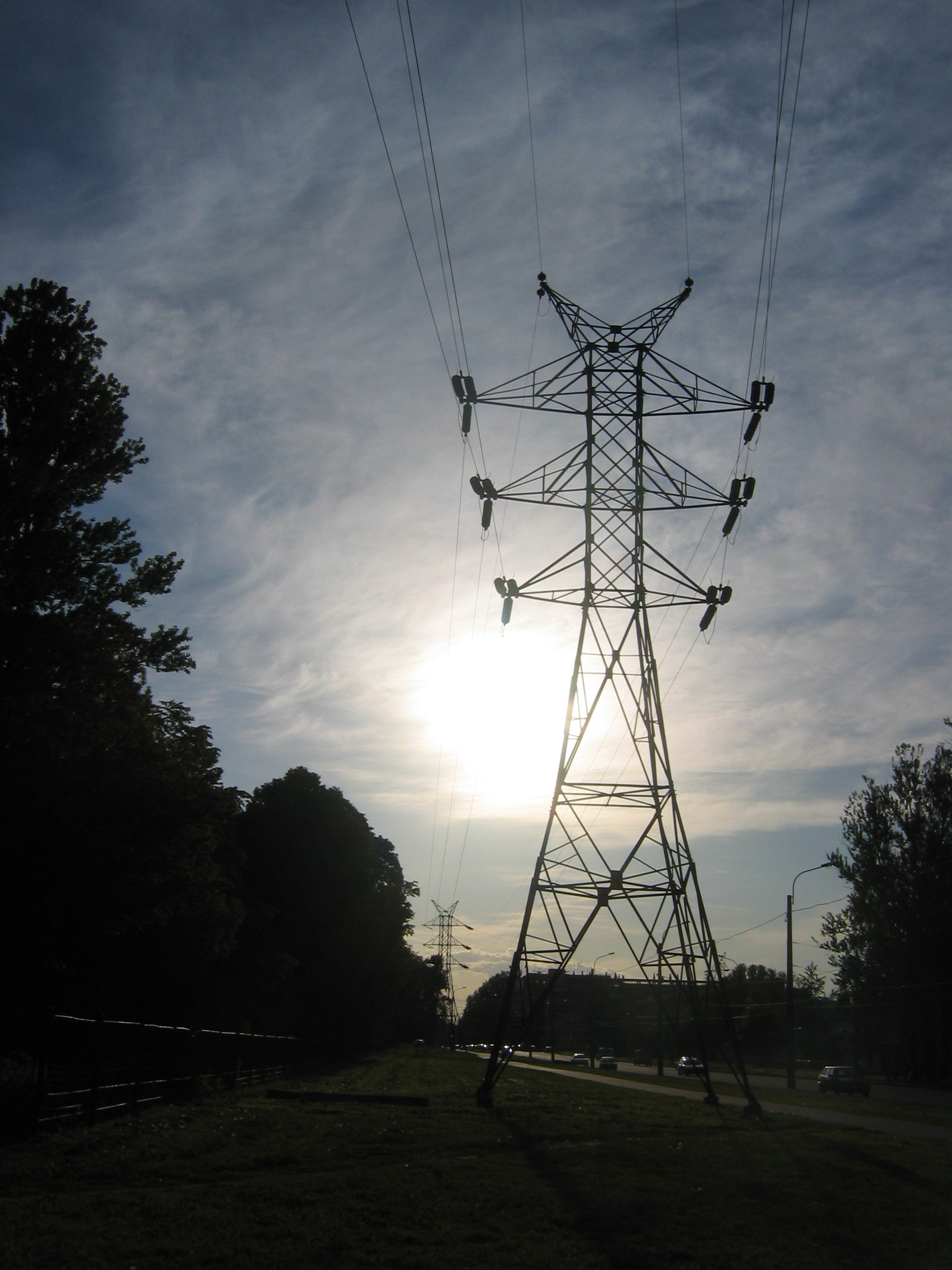
انرژی یکی از حیاتی ترین زیرساخت های عمومی محسوب میشود.

تأمین و توزیع انرژی اساسی‌ترین جنبه زیرساختی جامعه است که نیازهای مختلف افراد، صنایع، حمل‌ونقل، و بخش‌های اقتصادی و اجتماعی را تأمین می‌کند. این نیازها شامل تأمین انرژی برای منازل، فعالیت‌های صنعتی، حمل‌ونقل، و سایر فعالیت‌های اقتصادی و اجتماعی می‌شود. توزیع بهینه انرژی نقش اساسی در حفظ استمرار فعالیت‌های جامعه و کاهش تأثیرات منفی بر محیط زیست ایفا می‌کند. بنابراین، توسعه سیستم‌های انرژی با توجه به نیازهای روزافزون جامعه و مسئولیت‌پذیری اجتماعی از اهمیت بالایی برخوردار است.

#### آب و فاضلاب:
تأمین آب و فاضلاب به‌عنوان جزء اساسی زیرساخت شهری، نقش اساسی در بهبود شرایط زندگی انسان‌ها ایفا می‌کند. سیستم‌های امداد آب شهری با فراهم کردن منابع آب برای مصارف مختلف، از جمله خانگی، تجاری و صنعتی، نقش بسیار مهمی در ارتقاء کیفیت زندگی دارند. همچنین، سیستم‌های فاضلاب با مدیریت صحیح و پالایش مناسب فاضلاب، به حفظ محیط زیست و جلوگیری از آلودگی آب و خاک کمک می‌کنند. این زیرساخت‌ها علاوه بر ایجاد سلامت عمومی، توسعه صنعت و کشاورزی را ترویج می‌دهند و در کل به ارتقاء اقتصاد و زندگی شهری کمک می‌کنند.

#### جمع‌آوری و دفع پسماند:

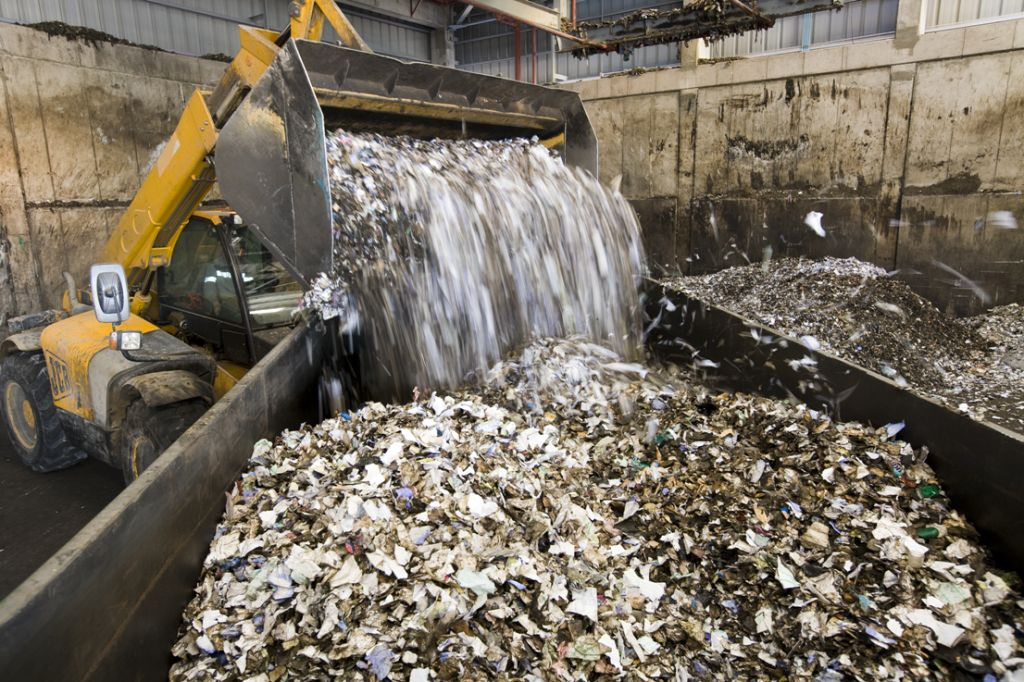
دفع پسماند شهری به عنوان یکی از زیرساخت حیاتی

زیرساخت جمع‌آوری و دفع پسماند یکی از جنبه‌های حیاتی زیرساخت‌های عمومی است که به مدیریت بهینه زباله‌ها و پسماندها در جوامع شهری می‌پردازد. این زیرساخت شامل سیستم‌های جمع‌آوری زباله از منازل، کسب‌وکارها، و مکان‌های عمومی، همچنین اقدامات مربوط به دفع مسئولانه و پردازش زباله‌ها تا جلوگیری از آلودگی محیط زیست و خطرات بهداشتی می‌شود. این زیرساخت هدف دارد که زباله‌ها را به‌طور مؤثر جمع‌آوری کرده و سپس آنها را با استفاده از فناوری‌های پیشرفته به‌طور مسئولانه و پایدار دفع کند. این اقدامات، به حفظ سلامت عمومی، جلوگیری از آلودگی زیست‌محیطی و بهینه‌سازی مدیریت منابع طبیعی کمک می‌کند. علاوه بر این، با اجرای فرآیندهای بازیافت و کاهش حجم زباله‌ها، این زیرساخت به توسعه پایدار و کاهش تأثیرات منفی بر محیط زیست نیز همکاری می‌کند.

### امور عمرانی
زیرساخت‌های عمرانی، از جمله جاده‌ها و پل‌ها، سدها و کانال‌ها، بنادر و فرودگاه‌ها، و راه‌آهن‌ها، نقش حیاتی در توسعه جوامع دارند. این زیرساخت‌ها با تسهیل حرکت افراد و کالاها، بهبود ارتباطات فیزیکی بین مناطق را فراهم می‌کنند و به توسعه اقتصادی و بهبود کیفیت زندگی اجتماعی و اقتصادی کمک می‌کنند. با مدیریت منابع آب و تولید انرژی، این زیرساخت‌ها به تحقق توسعه پایدار و موفقیت اقتصادی جوامع کمک می‌کنند. بهبود بنادر و فرودگاه‌ها در تسهیل تجارت بین‌المللی و ارتباطات جهانی اهمیت دارد، در حالی که راه‌آهن‌ها با ارائه وسیله‌ای کارآمد برای حمل و نقل، به بهبود کارایی حمل‌ونقل و تحقق توسعه اقتصادی کمک می‌کنند. به کلی، این زیرساخت‌ها به عنوان محرک‌های اصلی در ساختاردهی توسعه پایدار و پیشرفت جوامع مدنظر قرار می‌گیرند.

#### جاده‌ها و پل‌ها:

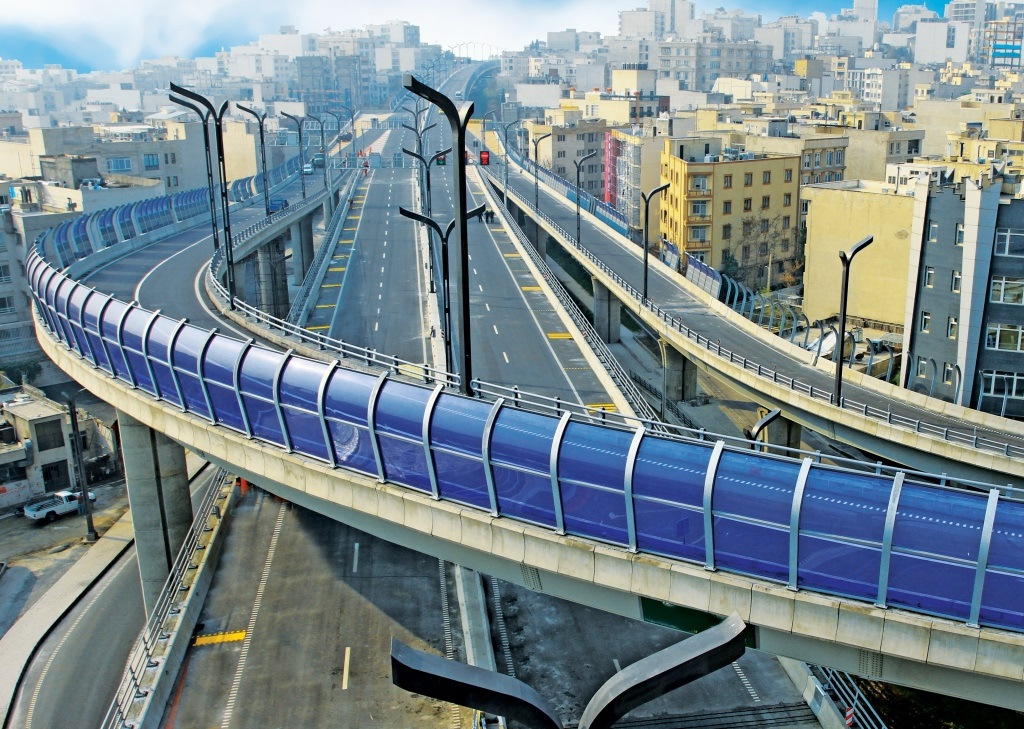
بزرگراه صدر در شمال تهران؛ جزء یکی از زیرساخت‌های عمرانی در شاخه جاده‌ و پل محسوب میشود.

زیرساخت عمرانی، به خصوص جاده‌ها و پل‌ها، نقش اساسی در تسهیل حرکت افراد و کالاها ایفا می‌کند و ارتباطات فیزیکی بین مناطق را تقویت می‌کند. ایجاد جاده‌ها علاوه بر تسهیل تجارت، به توسعه اقتصادی مناطق کمک می‌کند و با بهبود امکانات شهری و روستایی، زندگی اجتماعی و اقتصادی را بهبود می‌بخشد. این زیرساخت‌ها مهمترین عامل در شکل‌گیری یک توسعه پایدار و یکنواخت هستند.

#### سد‌ها و کانال‌ها:
زیرساخت عمرانی، به ویژه سد‌ها و کانال‌ها، نقش بسیار حیاتی در مدیریت منابع آب و انرژی و توسعه پایدار دارد. احداث سدها در زیرساخت حوزه آب، علاوه بر کنترل سیلاب و مدیریت منابع آب، به تأمین نیازهای آبی برای کشاورزی و شهری کمک می‌کند. همچنین، با تحول آب به منبع تولید انرژی، این زیرساخت به تقویت زیرساخت‌های حوزه انرژی و تحریک توسعه اقتصادی می‌پردازد. ایجاد و مدیریت سدها، به عنوان یکی از عوامل کلیدی، به تأمین منابع آبی و انرژی برای تحقق توسعه پایدار در جوامع مختلف کمک می‌کند.

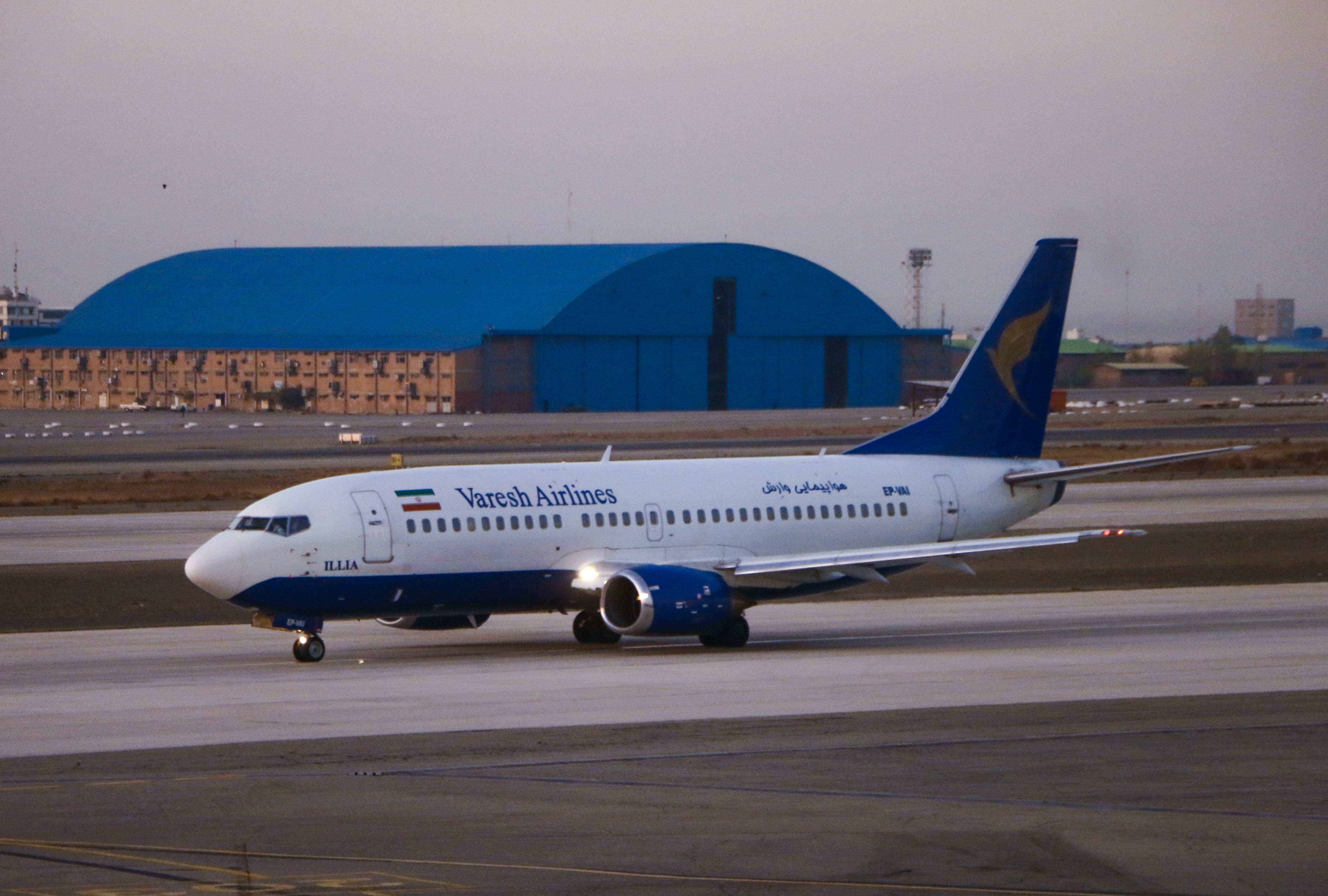
فرودگاه مهرآباد تهران؛ یکی بزرگ ترین زیرساخت های ایران در حمل و نقل

#### بنادر و فرودگاه‌ها:
بنادر و فرودگاه‌ها به عنوان زیرساخت‌های عمرانی، نقش حیاتی در تسهیل تجارت بین‌المللی و ارتباطات جهانی ایفا می‌کنند. 
بنادر به عنوان دروازه‌های ورود و خروج کالاها به بازارهای جهانی مهمند و با ایجاد تسهیلات مناسب، حمل و نقل کالاها را بهبود می‌بخشند. همچنین، فرودگاه‌ها به عنوان نقاط اتصال جهانی با فراهم‌آوردن امکانات حمل و نقل هوایی، تسهیل در پروازها و ارتباطات جهانی فراهم می‌کنند. در مجموع، بهبود و گسترش این زیرساخت‌ها به تسریع فرآیند تبادلات تجاری و ارتباطات جهانی کمک می‌کند.

#### راه‌آهن‌ها:

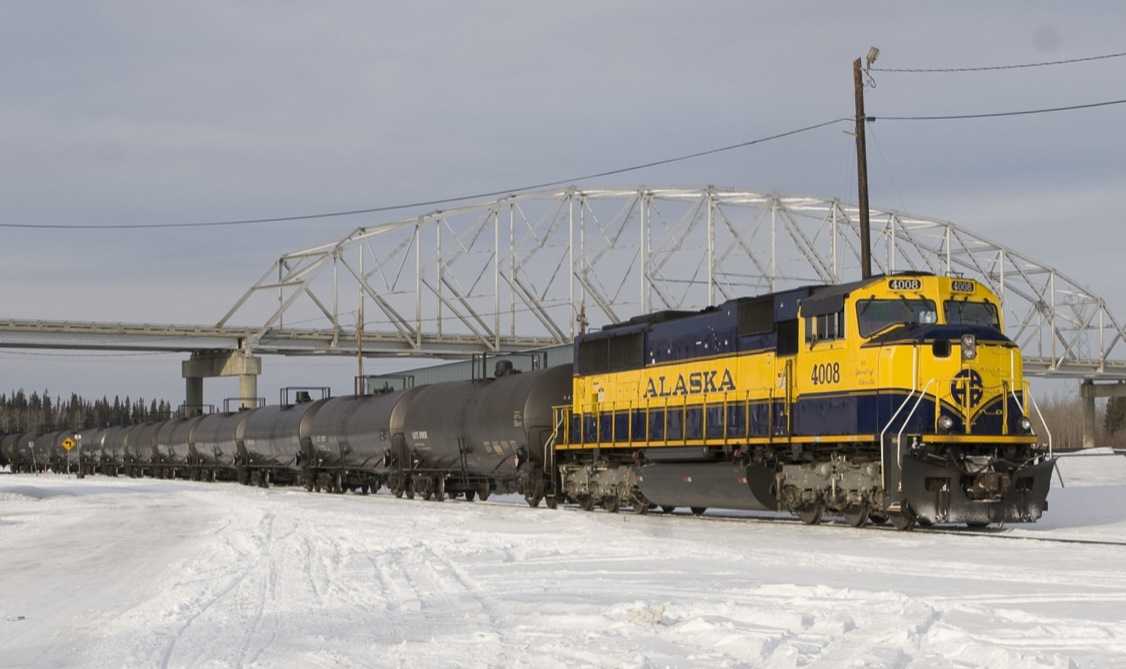
راه آهن یکی از زیرساخت های عمرانی

راه‌آهن‌ها به عنوان جزء مهم زیرساخت عمرانی، با ارائه وسیله‌ای کارآمد و اقتصادی برای حمل و نقل کالاها و مسافران، به بهبود کارایی حمل‌ونقل و تحقق توسعه اقتصادی در مناطق مختلف کمک می‌کنند. 
این زیرساخت‌ها با ایجاد اتصالات مؤثر، فرصت‌های جدیدی برای تجارت و تبادل اقتصادی ایجاد می‌کنند و همچنین با کاهش وابستگی به حمل و نقل جاده‌ای، به بهبود شرایط حمل و نقل و توسعه مناطق کمتر توسعه‌یافته کمک می‌نمایند. بهبود راه‌آهن‌ها به عنوان راهی موثر در جهت تحقق توسعه پایدار و بهبود زیرساخت‌های حمل و نقل در جوامع مختلف اشاره دارد.

### تأسیسات اجتماعی
تأسیسات اجتماعی به عنوان ستون‌های اصلی جامعه شناخته می‌شوند که تأثیر فراوانی بر سلامت، آموزش، فرهنگ، و تفریح افراد دارند. این تأسیسات به عنوان زیرساخت‌های اجتماعی شناخته می‌شوند که به تدریج به شکل‌دهی به زندگی اجتماعی و فرهنگ جامعه می‌پردازند.

#### مؤسسات آموزشی:

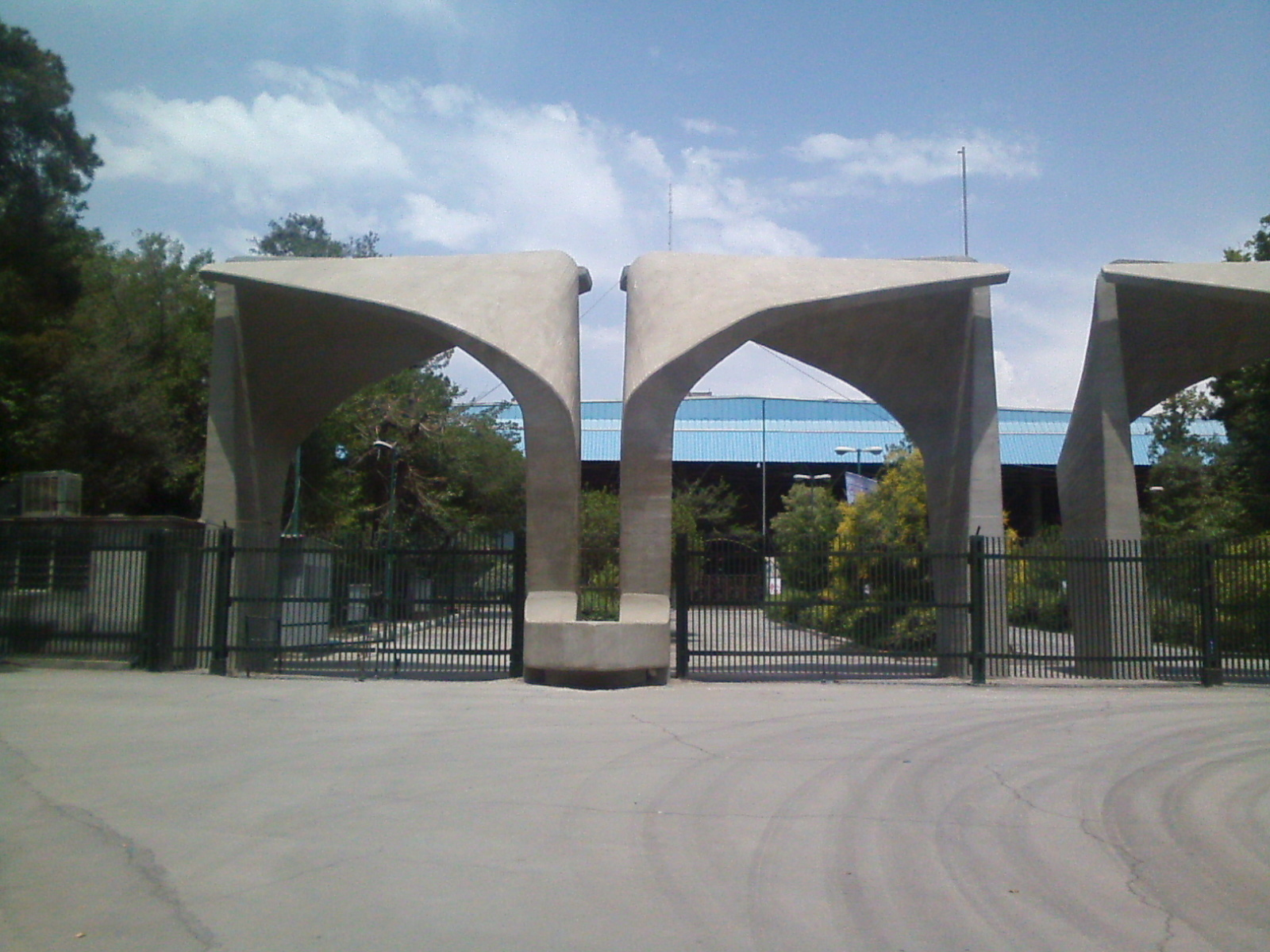
دانشگاه تهران؛ بزرگترین مرکز آموزشی ایران؛ جزء زیرساخت های اجتماعی

مدارس و دانشگاه‌ها به عنوان بخشی از تأسیسات اجتماعی نقش بسیار مهمی در تحصیل و آموزش جامعه ایفا می‌کنند. این مؤسسات به افراد امکان فراگیری مهارت‌ها و دستیابی به دانش را می‌دهند که اساسی برای توسعه هر جامعه‌ای است.

#### فضاهای فرهنگی و هنری:
تئاترها، موزه‌ها، گالری‌ها، و فضاهای فرهنگی دیگر نقش بسزایی در توسعه هویت فرهنگی جامعه ایفا می‌کنند. این فضاها به ارمغان می‌آورند که افراد با هنر و تاریخ خود آشنا شوند و تجربیات جذابی از زندگی فرهنگی داشته باشند

#### مراکز بهداشتی و درمانی:

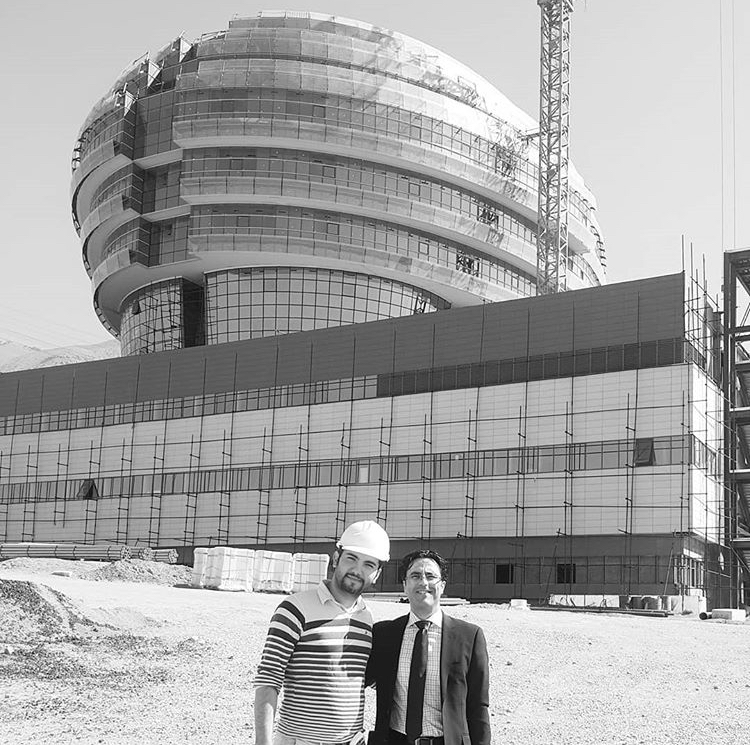
بیمارستان مغز و اعصاب پروفسور سمیعی در تهران؛ زیرساخت درمانی

بیمارستان‌ها و مراکز بهداشتی به افراد امکان دسترسی به خدمات درمانی و حفاظت از سلامت را فراهم می‌کنند. این تأسیسات اجتماعی برای افراد محلی و جامعه به عنوان زیرساخت اساسی در مواجهه با چالش‌های پزشکی و بهبود سلامت ارائه می‌شوند.

#### تأسیسات اجتماعی مخصوص:
تأسیسات خاصی نظیر زندان‌ها یا مراکز خدمات اجتماعی نیز در جامعه وجود دارند که نقش مهمی در حفظ نظم اجتماعی و ارائه خدمات به گروه‌های خاص دارند.
با کلیت، تأسیسات اجتماعی به عنوان سازه‌هایی اساسی در رشد و توسعه جوامع ایفاگر می‌شوند و تأثیرات زیادی در کیفیت زندگی افراد دارند. این تأسیسات می‌توانند فرآیندهای اجتماعی را شکل دهند و به بهبود جوانب مختلف زندگی اجتماعی کمک کنند.

#### فضاهای تفریحی و ورزشی:

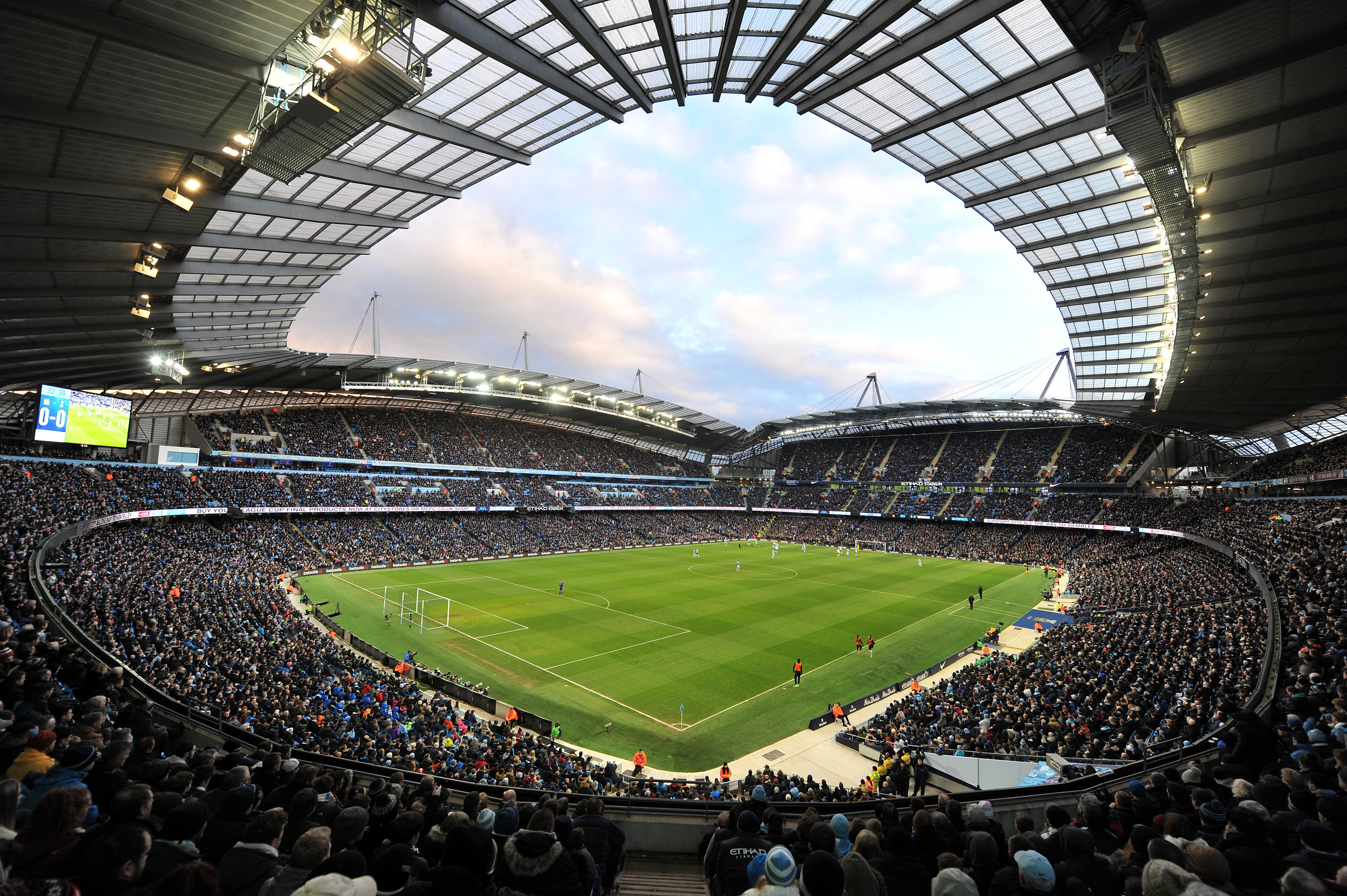
ورزشگاه آزادی تهران؛ یکی از زیرساخت‌های اجتماعی

فضاهای تفریحی و ورزشی به عنوان یک جزء اساسی از زیرساخت‌های اجتماعی جوامع در نظر گرفته می‌شوند. این فضاها، به ویژه پارک‌ها و ورزشگاه‌ها، بخشی از زیرساخت فیزیکی و اجتماعی هر جامعه را تشکیل می‌دهند. زیرا آن‌ها نه تنها به ارائه فعالیت‌های تفریحی و ورزشی می‌پردازند بلکه نقش مهمی در ایجاد ارتباطات اجتماعی و تقویت اتحاد و همبستگی در جامعه ایفا می‌کنند. این فضاها به عنوان نقاط تلاقی مختلف افراد از تمام لایه‌های جامعه، از هر سن و جنسیت، فرهنگ و زمینه، خدمت می‌کنند و بر اساس این تفاوت‌ها، یک اجتماع چندگانه و گوناگون را درون خود جای داده و تقویت می‌کنند. به این ترتیب، فضاهای تفریحی و ورزشی به عنوان عناصر اساسی زیرساخت‌های اجتماعی نقشی بارز در ایجاد سلامت و تعامل اجتماعی مثبت دارند. 

### ارتباطات
ارتباطات در جهان مدرن از زیرساخت های متعددی نظیر تلفن، اینترنت، تلویزیون، ماهواره‌ها و سایر وسایل برخوردار است. این ابزارهای ارتباطی نقش حیاتی در زندگی افراد و جوامع دارند. تلفن به عنوان یکی از اولین زیرساخت های ارتباطی، امکان برقراری ارتباطات فوری را فراهم کرده و تبدیل به یک ابزار روزمره شده است. اینترنت، به عنوان یک زیرساخت جهانی اطلاعات، ارتباطات را به سطح بالاتری ارتقاء داده و افراد را از نظر اطلاعاتی به دنیایی گسترده و متنوع وصل کرده است.
تلویزیون و رسانه‌های اجتماعی نقش قابل‌توجهی در انتقال اطلاعات و فرهنگ به تمام نقاط جهان دارند. این وسایل ارتباطی در انتقال اخبار، برنامه‌های فرهنگی و هنری، و تجارت بین‌المللی تأثیرگذار هستند. به کمک این ابزارها، افراد می‌توانند به راحتی از دور با دیگران ارتباط برقرار کنند و به وسیله ویدئوکنفرانس‌ها، اطلاعات را به صورت تصویری به اشتراک بگذارند.
فناوری‌های ارتباطی تأثیرات چشمگیری بر زندگی اجتماعی و اقتصادی جوامع داشته‌اند. این تأثیرات از تسریع فرآیندهای کسب و کار گرفته تا تغییرات در الگوهای رفتاری افراد و جوامع مختلف متنوع است. ارتباطات نه تنها یک وسیله ابزاری برای انتقال اطلاعات است، بلکه ابزاری است که تعاملات انسانی را در دنیای مدرن به شکل‌دهی می‌دهد و به جوامع کمک می‌کند تا با تحولات سریع فناوری اطلاعات گام بردارند و با چالش‌های روزمره برخورد کنند.

## زیرساخت‌های سبز
در دنیا اخیراً توجه به زیرساخت‌های سبز به شدت افزایش یافته است. با توجه به اهمیت این موضوع، به بررسی و بهره‌گیری از زیرساخت‌های سبز می‌پردازیم.

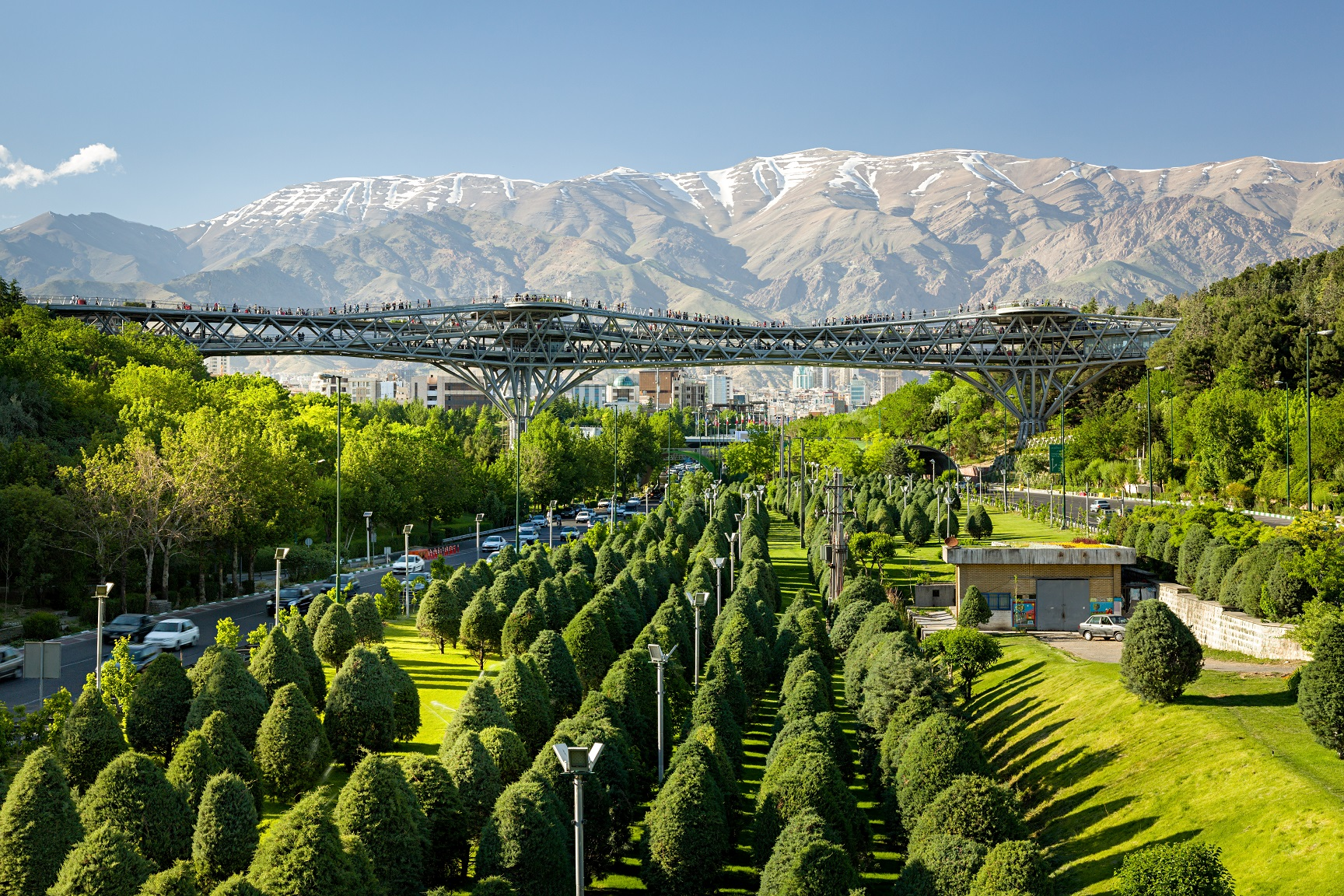
نمایی از پل طبیعت تهران؛ به عنوان زیرساخت سبز

"زیرساخت‌های سبز" به معنای شبکه‌هایی از محیط‌های سبز و آبی هستند که با یکدیگر متصل شده‌اند. این شبکه شامل انواع محیط‌های سبز مانند پارک‌ها، رودخانه‌ها، مسیرها، زرعی‌ها، سقف‌ها و دیوارهای سبز، و سطوح نفوذپذیر است که خدمات اکوسیستمی مختلفی را ارائه می‌دهند.
این زیرساخت‌های سبز در واقع نقش اصلی در تامین خدمات اکوسیستمی بر عهده دارند. خدمات اکوسیستمی شامل عملکردهای زنده‌یی مثل تولید اکسیژن، جلوگیری از فرسایش خاک، آبشویی آلاینده‌ها، و ایجاد محیط زیست سالم برای گونه‌های مختلف است. 
به عبارت دیگر، این زیرساخت‌های سبز به عنوان یک سیستم اکولوژیکی با تنوع بالا و ارتباطات تعاملی میان اجزاء، به حفظ توازن در محیط زیست کمک می‌کنند. از این رو، طراحی و مدیریت مناسب این زیرساخت‌ها می‌تواند به بهبود کیفیت محیط زیست و ارتقاء سلامت اکوسیستم‌ها کمک کند.

## شهرسازی و زیرساخت
ارتباط بین زیرساخت و شهرسازی در فرآیند توسعه اقتصادی و شهری

شهر و شهرسازی تهران!

از دهه‌های اخیر، با پیشرفت فناوری و افزایش نیازهای جمعیت، زیرساخت‌ها به یکی از عوامل اصلی تعیین کننده سطح توسعه شهری و اقتصادی تبدیل شده‌اند. این واقعیت به خصوص در کشورهایی که به دنبال توسعه شهری به عنوان اولویت اساسی می‌باشند، بسیار واضح است. در این مواقع، زیرساخت‌ها به عنوان تسهیل‌کننده‌های اصلی برای تحقق رشد و توسعه شهری شناخته می‌شوند.
همچنین، باید توجه داشت که در کنار زیرساخت‌ها، شهرسازی نیز به عنوان عاملی اساسی در شکل‌گیری منظر شهرها و نظام اقتصادی آنها مطرح است. طراحی هوشمندانه شهرها، توزیع اقتصادی مناسب و ارتقاء کیفیت زندگی شهروندان از جمله دغدغه‌های شهرسازان است.
اما چالش‌ها و مشکلات نیز در این زمینه‌ها وجود دارد. عدم توازن در توزیع زیرساخت‌ها، مشکلات در تأمین مالی پروژه‌ها، و عدم مراعات اصول پایدار در توسعه شهری از جمله مشکلاتی هستند که برنامه‌ریزان و تصمیم‌گیران باید با آنها مواجه شوند.
برای حل این چالش‌ها، لازم است که برنامه‌ریزی هوشمندانه‌تر و هماهنگ‌تری در زمینه زیرساخت و شهرسازی انجام شود. این شامل اجرای راهبردهای هوشمندانه برای توسعه زیرساخت‌ها، توجه به نیازهای شهریان در فرآیند شهرسازی، و اجرای اصول پایدار در توسعه شهری می‌شود.
در پایان، می‌توانیم نتیجه بگیریم که تعامل و هماهنگی بین زیرساخت و شهرسازی امری ضروری است. این دو جنبه با توجه به اهمیتشان در مسیر توسعه شهری و اقتصادی، نیازمند به برنامه‌ریزی دقیق و راهبردهای مؤثر برای اجرای هماهنگ و تعادل است. این کار می‌تواند بهبود کیفیت زندگی شهروندان و تحقق توسعه پایدار را تسهیل کند.

## مدیریت زیرساخت
در بیشتر کشورهای توسعه‌یافته بیشتر زیرساخت‌ها پس از جنگ‌های جهانی ساخته شده‌اند؛ بنابراین، از دهه ۱۹۹۰ و با سرعت گرفتن روند زوال زیرساخت‌ها مدیریت زیرساخت از اهمیت خاصی برخوردار شد. در برخی کشورها، مانند کانادا و استرالیا، برنامه‌های مدیریت زیرساخت شهری برای شهرداری‌ها اجباری شد. امروزه روش‌های گوناگون از جمله تحلیل‌های آماری و روش‌های یادگیری ماشین در مدیریت زیرساخت‌ها کاربرد دارند.

## سرمایه‌گذاری
منابع گوناگونی ممکن است برای فاینانس زیرساخت‌ها به کار گرفته شوند. این منابع بنا به گونه زیرساخت و شرایط اقتصادی-سیاسی ممکن است متفاوت باشد و از منابع خصوصی یا دولتی باشد. در خصوص منابع مالی بهسازی زیرساخت‌ها معمولاً از روش‌هایی چون مالیات و آبونمان استفاده می‌شود.

## همچنین ملاحظه شود
- سازه‌های عمومی
- سطح خدمت
- مدیریت دارایی زیرساخت
- پوشش ارزش
- روبنا
- حفاظت از زیرساخت‌های حیاتی
- مدل‌سازی زوال